# Минта Алексиначки
Минта Алексиначки (Алексинац, 24. јун 1947) српски је композитор, члан хора Радио Београда, диригент и музички продуцент.

## Биографија
Основну школу завршио је у родном граду, средњу музичку школу, одсек теорије, у нишкој музичкој школи 1966. године, а Музичку академију у Београду – Одсек теорије музике 1971. и Одсек композиције 1975. године, у класи Александра Обрадовића. Од 1971. до 2002. године био је члан Хора Радио Београда (касније Хор РТС). Десетак година био је његов корепетитор и повремено диригент, а у периоду 2002-2009. музички је продуцент у Музичкој редакцији Радио-телевизије Србије. С хором „Iuventus Cantat“ из Сомбора радио је од марта 2008. до децембра 2011. С њим је 2008. имао шест концерата у Швајцарској, и на фестивалу у Пилишчаби, у Мађарској.
Био је два пута на курсу дириговања у Сент Морицу, где је изводио свој „Оче наш“, осам пута на Недељи југословенско-немачке хорске музике, где је био корепетитор и диригент својих композиција.
Члан је Удружења композитора Србије од 1974. године.

## Композиторски рад
„Компоновао је више инструменталних дела, међутим, Алексиначки се првенствено обраћа вокалној музици, нарочито хорској, где неретко употребљава архаичне елементе народног идиома, стилизованог на особени и савремени начин“. Када је реч о раду с хоровима, Алексиначки нарочиту пажњу посвећује уједначеном камерном хорском звуку, одабиру програма, посебно се труди да изводи неизвођена или ретко извођена дела, нарочито савремених српских композитора.
Његова дела су извођена на свим значајним фестивалима у ондашњој Југославији: Београду, Нишу, Новом Саду, Неготину, Охриду, Дубровнику, Опатији, Загребу, Љубљани, и у иностранству у Швајцарској, Немачкој, Француској, Грчкој, Канади, Русији, Бугарској, Румунији, Мађарској и Словачкој.

## Одабрана дела

### Инструментална музика
- Соната за виолину и клавир (1973),
- Зар ја немам русе косе, девет варијација народне песме, за флауту, кларинет и фагот (1973),
- Гудачки квартет Школски (1974),
- Александрида – симфонијска посвета (1975),
- Тужбалица, за хор флаута (1982),
- Тростав, за гитару (1982),
- Реми, за алт-саксофон и клавир (1984),
- Рапсодија, за контрабас (1986),
- Контра, за контрабас и бубњеве (1988),

### Хорска музика

#### За мешовити хор
- Уздарје (1969),
- Хроника (1972),
- Отче наш (1973),
- Бајалице (1973),
- Свети мученик Георгије (1973),
- Казиваљке (1974),
- Спасовдан (1974) (верзије за мушки и женски хор),
- Гласови (1977),
- Нишава (1978),
- Стари замак (1979),
- Црвен бан (1980),
- Изгубљени песници (1980),
- Сватовске (1981),
- Љубавна руковет (1983),
- Псалам (1984),
- Морава (1989),
- Господе, Ти ме кушаш – псалам 139 (2002),
- Херувимска (2008),

#### За мушки хор
- Песме мога оца (1977)

#### За женски хор
- Оде он и остави нас у дубокој жалости (1972)
- Био једном један вук (1978)

#### За дечји хор
- Немогуће (1971),
- После љубави (1972),
- Мајске кише (1972),
- Двостих (1973),
- У далекој земљи (1973),
- Крава (1973/74),
- Бројалице (1974/75),
- Прва љубав (1977),
- Сама (1979),
- Јесења песма (1980),
- Три дечје искре (1981),

### Вокално-инструментална музика
- Три лирске, за мецосопран и клавир (1973),
- Уби ме прејака реч, за мецосопран и две групе удараљки (7 песама, 1977),
- Проклетство дијака, за сопран, мушког рецитатора, флауту и виолончело (1977),
- Тако ми твога лијепога давања – заклетве, за соло бас, мешовити хор, два фагота, четири виолончела и хор флаута (1987),
- Погибељ српског народа – пасија, за солисте, рецитаторе, нарикаче, два дечја хора, мешовити хор, симфонијски оркестар и лимени дувачки оркестар (1988),
- Заробљена тамничарка, за сопран и клавир (2002),
- Невидне мреже, за сопран и клавир (2005),
- Музика за драму „Сеобе“ (1983),

## Награде

### Награде за композиције
- Уздарје (мешовити хор), Радио Београд, друга награда, 1972 (прва није додељена),
- Бајалице (мешовити хор), Радио Београд, друга награда, 1973.
- Оде он и остави нас у дубокој жалости (женски хор), Радио Београд, трећа, 1973.
- Зар ја немам русе косе - девет варијација народне песме за флауту, кларинет и фагот, Удружење композитора Србије, трећа, 1973.
- Био једном један вук (женски или дечји хор), Радио Београд друга, 1972.
- Гудачки квартет „Школски“, Удружење композитора Србије, трећа, 1974.
- Александрида - симфонијска посвета, БЕМУС, прва награда, 1975.
- Александрида - симфонијска посвета, „Стеван Христић“, 1975 (Музичка академија),
- Гласови (мешовити хор), „Стеван Мокрањац“ (Удружење композитора Србије), трећа, 1977.
- Изгубљени песници (мешовити хор), „Стеван Мокрањац“ (УКС), трећа, 1980.
- Црвен бан (мешовити хор), „Стеван Мокрањац“ (УКС), трећа, 1982.
- Бројалице (дечји хор), Удружење композитора Србије, трећа, 1983.
- У далекој земљи (дечји хор), Удружење композитора Србија, друга, 1984.
- Неколико композиција за дечје хорове откупљено на Фестивалу дечјих хорова у Шапцу,

### Остале награде
- Награда „Војислав Илић за истраживачки рад и извођење савремених, неизведених партитура духовне музике, Фестивал „Хорови међу фрескама“.
- Награда за Најбоље извођење савременог српског аутора (Александар Вујић: Оче наш) на Интернационалним хорским свечаностима у Нишу,
- На натпевању хорова у Неготину друго место са хором „Iuventus Cantat“ из Сомбора.